# Кари (езеро)
Вижте пояснителната страница за други значения на Кари.
Кари (на арменски: Քարի լիճ) е езеро в Централнозападна Армения. Намира се в подножието на най-високата планина в Армения – Арагац. На източния бряг на езерото има метеорологична станция.
Площта на езерото е 0,3 км2, а обем – 357 км3. Бреговата линия е 1150 м. Максималната дълбочина е 8 m. Намира се на височина 3190 м над морското равнище.